# Gee Baby
Singles de Joe & Ann
Gee Baby / Wherever You May Be
(1959) Curiosity / How I Feel
(1962)
Gee Baby est une chanson initialement enregistrée par le duo Joe & Ann (Joe Joseph et Ann Cole). Elle est sortie en single 45 tours en 1959. Le single a atteint la 14e place au classement R&B (« R&B Sides » comme il s'appelait à l'époque) du Billboard américain. 

## Liste des pistes
Single 7" 45 tours Ace Records 577 (1959, États-Unis)
A. Wherever You May Be (2:20)
B. Gee Baby (2:19)
Single 7" 45 tours Black Swan WI-468 (1959, Royaume-Uni)
A. Gee Baby (2:19)
B. Wherever You May Be (2:20)

## Classements
| Classement (1959)                | Meilleure position |
| -------------------------------- | ------------------ |
| États-Unis (Billboard R&B Sides) | 14                 |

## Version de Mickey & Sylvia (Baby You're So Fine)
Singles de Mickey & Sylvia
Lovedrops
(1961) Baby You're So Fine
(1961)
En 1961, la chanson est reprise (sous le titre Baby You're So Fine) par un autre duo, Mickey & Sylvia. Leur version a atteint la 26e place au classement R&B du Billboard et la 52e place au Billboard Hot 100.

### Classements
| Classement (1961)              | Meilleure position |
| ------------------------------ | ------------------ |
| États-Unis (Hot 100)           | 52                 |
| États-Unis (R&B/Hip-Hop Songs) | 26                 |

## Version de Sylvie Vartan (Tous les gens)
Singles de Sylvie Vartan
Tous mes copains
(1963) En écoutant la pluie
(1963)
Quelque temps plus tard, la chanson a été adaptée en français sous le titre Tous les gens. Elle a été enregistrée par Sylvie Vartan et est sortie sur un EP.
En France, la chanson Tous les gens de Sylvie Vartan a été classé numéro un des ventes de singles pendant deux semaines consecutives (en mars–avril 1963).

### Liste des pistes
EP Sylvie (Chance / Il revient / Reponds-moi / Tous les gens) RCA Victor 76.617 (1963, France)
A1. Chance (Chains)
A2. Il revient (Say Mama)
B1. Reponds-moi
B2. Tous les gens (Baby You’re So Fine)

### Classements
| Classement (1963)                       | Meilleure position |
| --------------------------------------- | ------------------ |
| Belgique (Wallonie Ultratop 50 Singles) | 33                 |
| France (ventes de singles)              | 1                  |